# Stanisław Kossecki (1739–1820)
Stanisław Kossecki herbu Rawicz (ur. 1739, zm. 21 lipca 1820).
Pisarz, poseł na sejm, wojski większy, chorąży Kawalerii Narodowej. Komornik graniczny buski 1771. Komornik graniczny latyczowski 1776-1784. Miecznik podolski 1785. Cześnik podolski 1791. Był posłem na Sejm Czteroletni  od 1790 roku z województwa podolskiego. Przystąpił do konfederacji targowickiej.
Kawaler Orderu Świętego Stanisława. Sędzia Sądów Marszałkowskich. 
Ojciec wicereferendarza stanu Aleksandra, pułkownika Księstwa Warszawskiego Michała, marszałka powiatu latyczewskiego Władysława, generała Królestwa Polskiego Franciszka Ksawerego, a także Pelagii, żony Floriana Wydżgi h. Jastrzębiec.